# Gemeindeverwaltungsverband Mittleres Kochertal

Gemeindeverwaltungsverband Mittleres Kochertal im Hohenlohekreis in Baden-Württemberg

Im Gemeindeverwaltungsverband Mittleres Kochertal im baden-württembergischen Hohenlohekreis haben sich zwei Städte und eine Gemeinde zur Erledigung ihrer Verwaltungsgeschäfte zusammengeschlossen. Der Sitz des Gemeindeverwaltungsverbands liegt in der Stadt Niedernhall.

## Mitgliedsgemeinden
Mitglieder dieser Körperschaft des öffentlichen Rechts sind:
- Stadt Forchtenberg, 5310 Einwohner, 38,09 km²
- Stadt Niedernhall, 4243 Einwohner, 17,71 km²
- Gemeinde Weißbach, 2063 Einwohner, 12,77 km²

## Struktur und Aufgaben
Der Gemeindeverwaltungsverband übernimmt für die Gemeinden zahlreiche Aufgaben, entweder in deren Namen für die Mitgliedsgemeinden oder in eigener Zuständigkeit anstelle der Mitgliedsgemeinden.